# Tilapia ruweti
Tilapia ruweti е вид бодлоперка от семейство Цихлиди (Cichlidae). Видът не е застрашен от изчезване.

## Разпространение
Разпространен е в Ангола, Ботсвана, Демократична република Конго, Замбия, Зимбабве и Намибия.

## Описание
На дължина достигат до 10,4 cm.